# Piangaiano
Piangaiano [pjaŋɡaˈjaːno] (Piangaià [pjaŋɡaˈja] in dialetto bergamasco) è una frazione del comune bergamasco di Endine Gaiano, alla cui denominazione contribuisce.

## Storia
La località è un piccolo villaggio agricolo di antica origine, frazione del comune di Solto fino al 1742, quando il governo della Repubblica di Venezia lo costituì in municipio a sé stante. I due paesi costituirono comunque sempre due diverse parrocchie.
Il paese tornò frazione di Solto dopo mezzo secolo su ordine di Napoleone, ma gli austriaci annullarono la decisione al loro arrivo nel 1815 con il Regno Lombardo-Veneto, scartando l'iniziale intenzione di un'unione con Endine.
Dopo l'unità d'Italia il paese crebbe da meno di cinquecento a più di mille abitanti. Fu il fascismo a decidere la soppressione del comune unendolo a Endine.